# Сугак, Владислав Эдуардович
Владислав Эдуардович Сугак (бел. Уладзіслаў Эдуардавіч Сугак; род. 30 июля 2002, Брест) — белорусский футболист, полузащитник клуба «ГСК Городея».

## Карьера

### «Динамо-Брест»

#### Начало карьеры
Воспитанник футбольной академии брестского «Динамо». В 2020 году футболист начал выступать за дублирующий состав брестского клуба. В июле 2020 года футболист на правах арендного соглашения присоединился к клубу «Первый Регион», вместе с которым принимал участие во Второй лиге. Вернувшись в брестский клуб футболист продолжил выступать за дублирующий состав. В начале 2022 года футболист начал тренироваться с основной командой клуба. Дебютировал за клуб футболист 19 марта 2022 года в матче против солигорского «Шахтёра», выйдя на замену на 59 минуте. Своим дебютным забитым голом за клуб футболист отличился 2 апреля 2022 года в матче против «Ислочи». По итогу сезона футболист вместе с клубом завершил чемпионат на итоговом тринадцатом месте в турнирной таблице. На протяжении сезона футболист выступал за клуб в роли игрока замены, отличившись своим единственным забитым голом. В начале декабря 2022 года футболист покинул брестский клуб.

#### Сезон 2023 (аренда в «Ниву» Долбизно)
В декабре 2022 года футболист проходил просмотр в «Ислочи». Однако футболист в скором времени покинул расположение клуба. В январе 2023 года футболист вернулся в брестское «Динамо». Первый матч за клуб футболист сыграл 21 мая 2023 года против «Гомеля», выйдя на замену на 82 минуте. Однако в основной команде клуба футболист так и не смог закрепиться, оставаясь на скамейке запасных. В июле 2023 года футболист на правах арендного соглашения присоединился к долбизновской «Ниве», соглашение с которой заключено до конца сезона. Дебютировал за клуб футболист 16 июля 2023 года в матче против «Осиповичей», выйдя на замену на 59 минуте. Дебютным забитым голом за клуб футболист отличился 22 июля 2023 года в матче Кубка Беларуси против новополоцкого «Нафтана». Первым забитым голом в чемпионате футболист отличился 16 августа 2023 года в матче против пинской «Волны». В октябре 2023 года футболист был отозван из аренды в связи с призывом на срочную военную службу.

### «Нива» Долбизно
В мае 2024 года футболист на правах свободного агента присоединился к долбизновской «Ниве» во время прохождения военной службы. Первый матч за клуб футболист сыграл 29 мая 2025 года в рамках Кубка Беларуси против клуба «Полоцк-2019», выйдя на замену на 65 минуте. Первый матч в чемпионате футболист сыграл 20 июля 2024 года против солигорского «Шахтёра-2», выйдя на замену на 86 минуте. Затем футболист выбыл из распоряжения клуба до конца сезона. По итогу сезона футболист вместе с клубом стал бронзовым призёром чемпионата, в следствии чего «Нива» отправилась в стыковые матчи за право на повышение в элитный дивизион, где уступила новополоцкому «Нафтану». По окончании сезона футболист официально покинул клуб.

### «ГСК Городея»
В начале 2025 года футболист на правах свободного агента присоединился к воссозданному клубу «ГСК Городея», вместе с которым стал выступать во Второй лиге.

## Международная карьера
В сентябре 2022 года футболист получил вызов в молодёжную сборную Беларуси. Дебютировал за сборную футболист 27 сентября 2022 года в товарищеском матче против Казахстана.